# Єноти

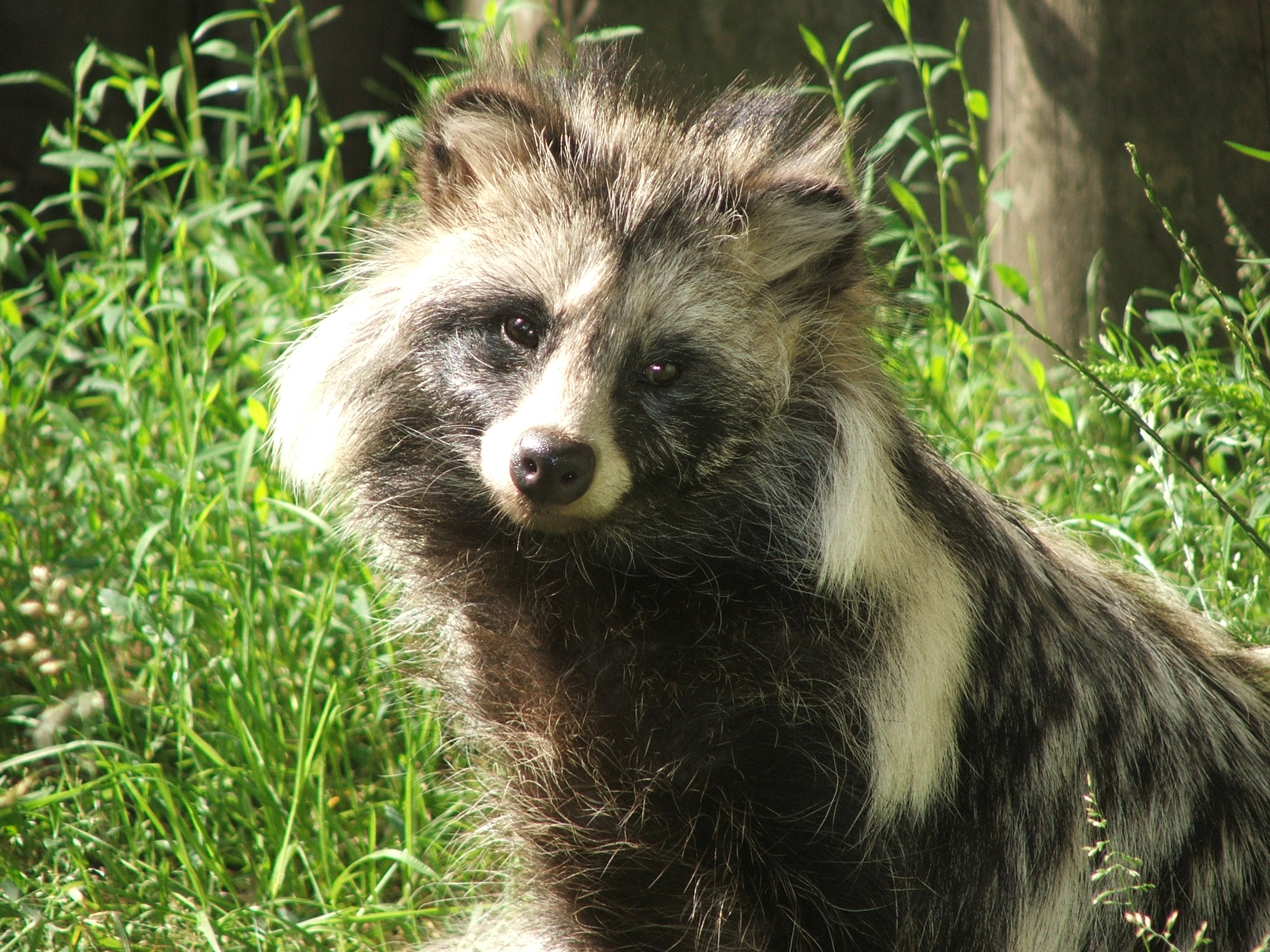
Єнот уссурійський (Nyctereutes procyonoides) — типовий вид хижих ссавців у фауні України та суміжних країн

Єно́ти — спільна назва для багатьох видів мисливських, зоопаркових та екзотичних видів довгошерстних, пухнастохвостих і нерідко пістрявих середньорозмірних хижих ссавців, а також назва хутра. Первісно в Європі це слово застосовували до назви хутра (шкір) африканських вівер (Viverra genetta) і стосувалася це не так тварини, як забарвлення хутра. В Україні «єнот» — мисливська назва виду єнот уссурійський (Nyctereutes procyonoides).
В Україні сьогодні єнотами називають як ракунів (Procyon lotor), так і єнотів уссурійських (Nyctereutes procyonoides).

## Походження назви
Українське слово «єнот» походить (можливо, через російське посередництво), від нім. Genettkarze чи гол. genetta. Джерелом для обох назв вважають ісп. ginetta, яке, у свою чергу, утворене від араб. jarnait («соболина кішка»). Слово «єнот» з'явилось в російській і в українській мовах порівняно нещодавно, тільки в першій половині XIX ст.
Див. також історію класифікації африканських єнотів (Viverra genetta та ін.): Віверові.

## Використання назви «єнот»

### Єноти в зоології
Назва «єнот» є збірною для кількох груп ссавців ряду Carnivora з трьох різних родин:
- африканських єнотів — генет з родини віверових (Viverridae), назва використовувалася раніше, наразі слово «єнот» в українській мові до них не застосовується,
- американських єнотів — ракунів з родини ракунових (Procyonidae) (типовий вид — ракун звичайний),
- уссурійських єнотів — єнот (рід) з родини псових (Canidae), інколи до них застосовують також японську міфологічну назву танукі .

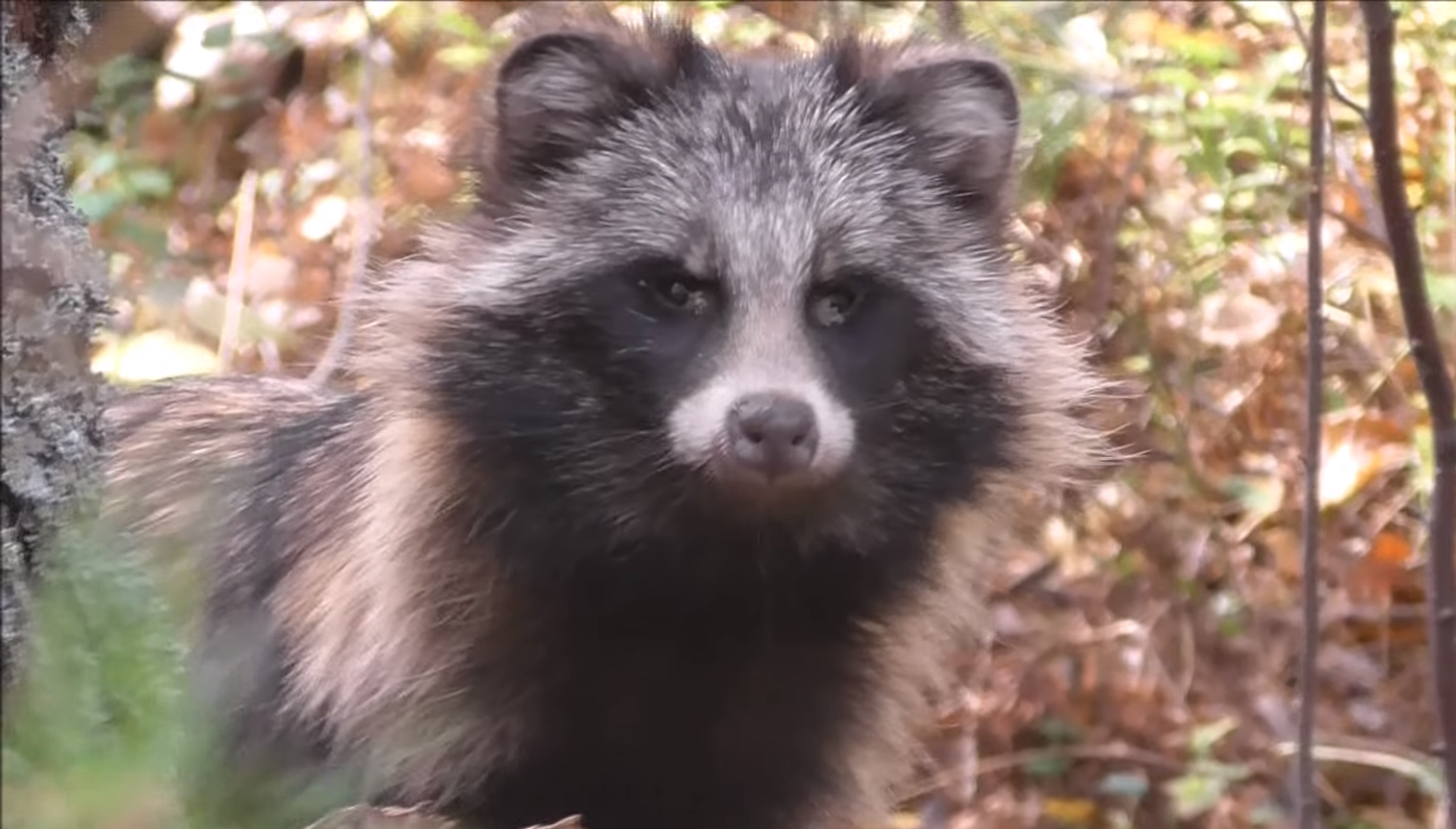
Псовий (уссурійський) "єнот" (родина Canidae): Єнот уссурійський (Nyctereutes procyonoides)
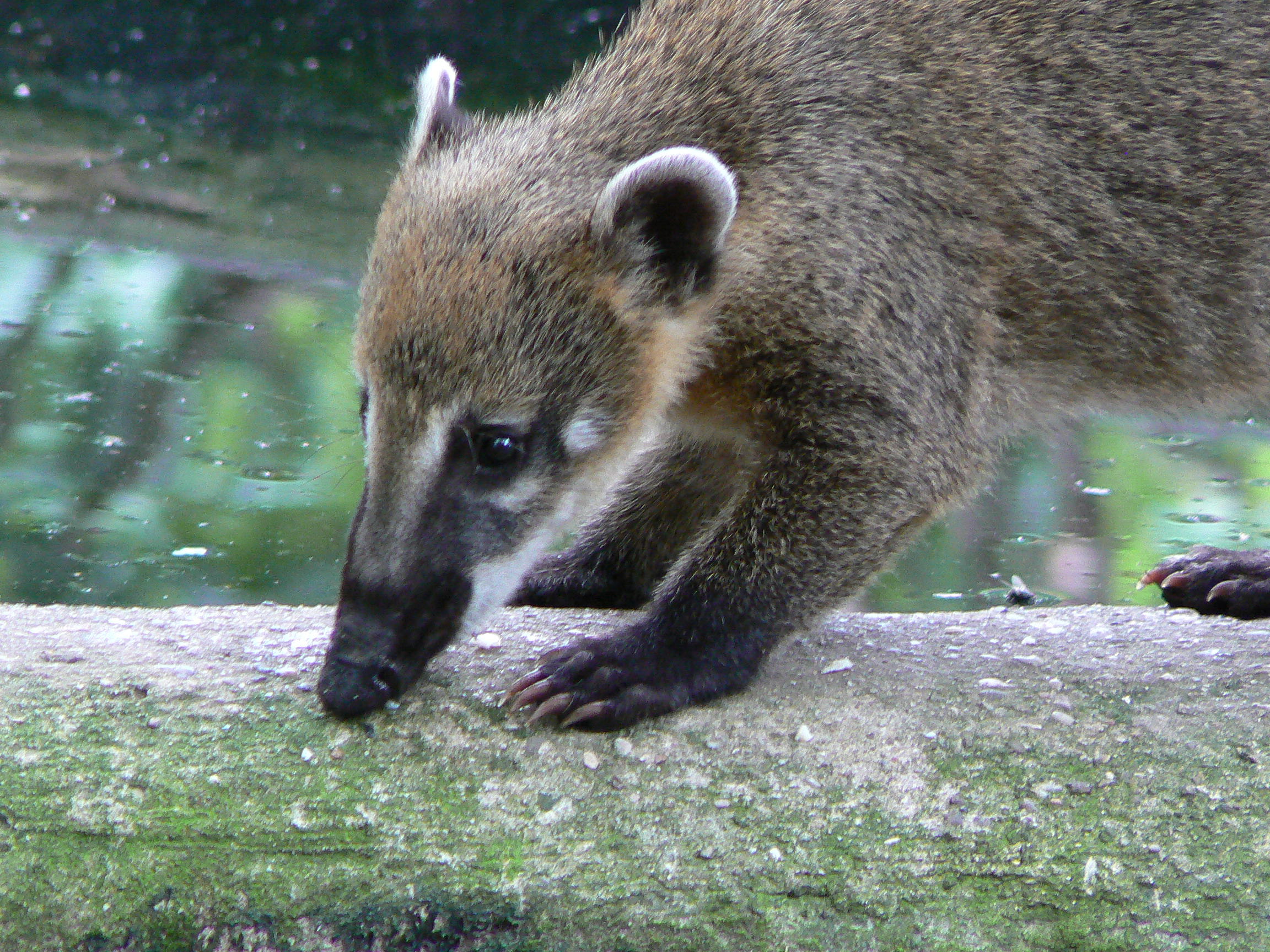
Ракуновий (американський) "єнот" (родина Procyonidae): Носуха амазонська (Nasua nasua)
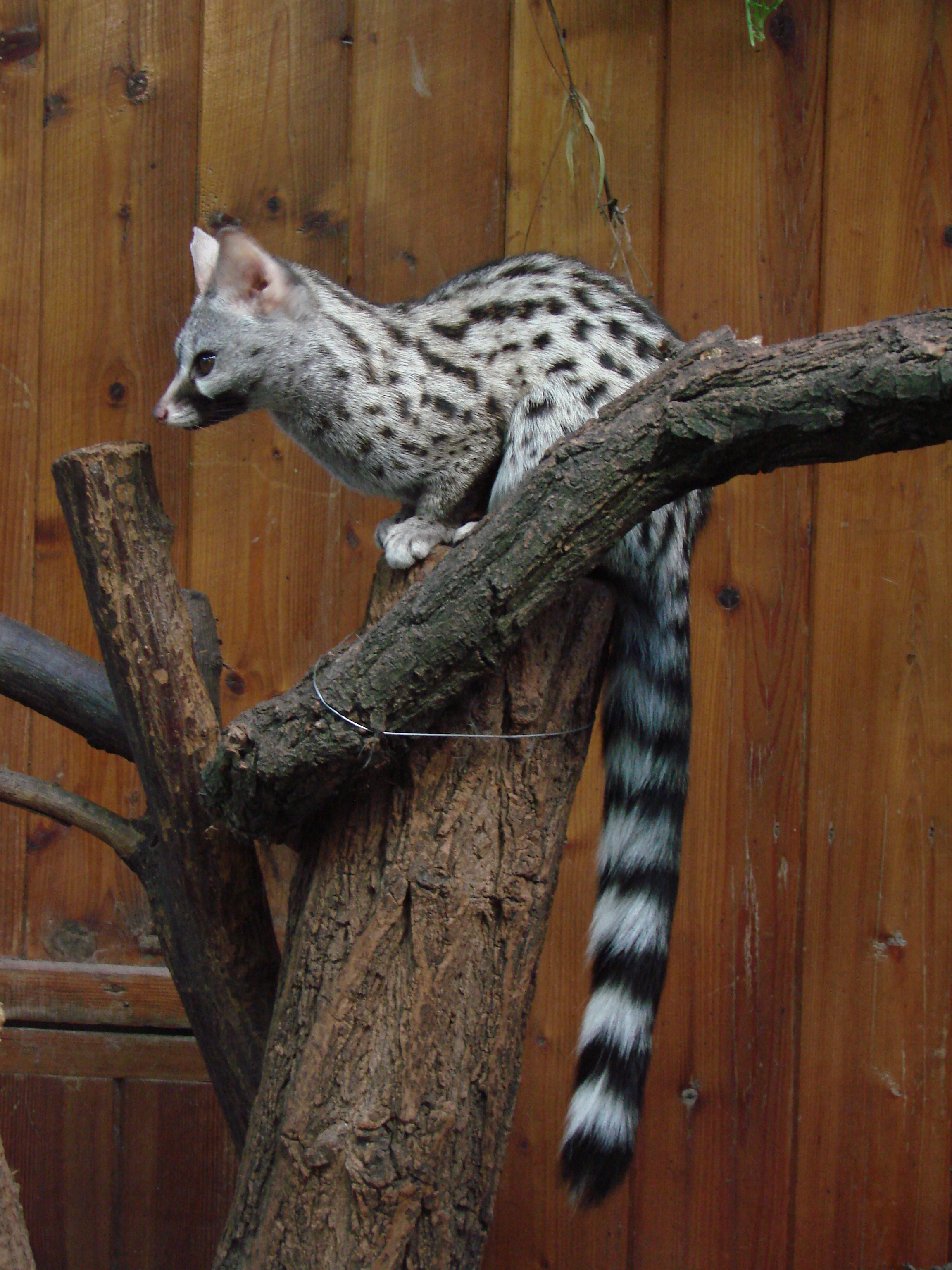
Віверовий (африканський) "єнот" (родина Viverridae): Генета звичайна (Genetta genetta)

### Єноти у фольклорі

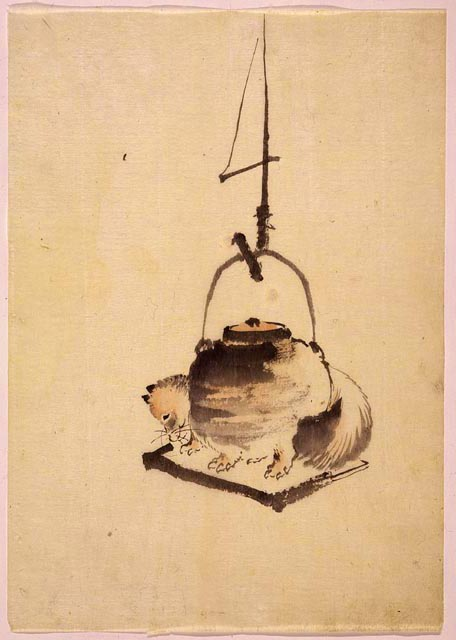
Єнот, що обернувся чайником (Кацусіка Хокусай, 1840)

У японському фольклорі є єнот-перевертень — чарівний єнот, що має здатність перетворюватися у різні речі й часто дурить людей. Героєм з зоологічної точки зору є єнот уссурійський (Nyctereutes procyonoides), відомий в Японії як «танукі», або «тануко». Див. також перевертень.
1974 р. на студії«ЭКРАН» було створено широко відому 9-хвилинну мультанімацію «Крошка енот» (рос.), в якій головним героєм був маленький єнотоподібний звір (але точно не генета), який любив їсти осоку і жив поруч з мавпами. Попри зоологічні недоладності, мультфільм став дуже популярним через лагідні образи, мелодійний трек та добрі слова головної пісні його героїв.

### Єноти як хутро
Єнотом часто називають варіант довгого кудлатого хутра або рябого хутра, з якого шиють верхній одяг (коміри, шуби, шапки). Назва пов'язана є «генетовими» шкірками, або скорочено — «генотами» -> «єнотами» (докл. див. на сторінці Віверові).
«Фінський єнот» (Finnraccoon) — штучно виведена порода єнота уссурійського, якого розводять на звірофермах Фінляндії. Селекційна робота з вирощування фінського єнота проводиться за жорсткими стандартами якості SAGA FURS. Шкури сортуються і продаються виключно на Фінському хутровому аукціоні в Гельсінкі. Хутра марки SAGA є невід'ємною частиною системи якості в індустрії моди, яка гарантує використання сортів хутра найвищої якості .

## Єноти в Україні

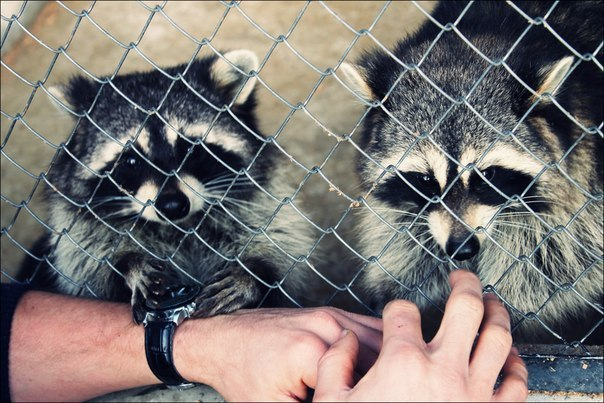
Ракуни — «американські єноти»

В Україні єнотом мисливці і зоологи називають єнота уссурійського (Nyctereutes procyonoides) — відомий мисливський вид хижих ссавців. Єноти в Україні тепер широко поширені і в окремих місцях є однією з домінантних груп хижих ссавців. Полювання на єнотів обмежено, оскільки єноти залягають у зимову сплячку, а полювання на хутрових звірів в Україні приурочене до зимового часу. На півночі України можливі знахідки ракуна, або «єнота американського», який відомий у Білоруському Поліссі. В зоопарках нерідко утримують різні види вівер, у тому числі й генет, від яких і походить назва «єнот».
Єнотів вперше випустили в Україні у 1953 році — у Бродівському районі Львівщини. Про це повідомляється у «Хроніках Львова» : «9 жовтня. До відома мисливців і населення. Облконтора „Заготживсировина“ завезла і випустила в лісах Бродівського району уссурійського єнота в цілях акліматизації і розведення. Полювання категорично заборонено. За знищення єнота кримінальна відповідальність.». У суміжній Польщі вид з'явився за два роки — у 1955 році pl:Jenot.

## Вороги
Єнот — дуже життєздатний звір. Він несприйнятливий до багатьох інфекційних та інвазійних захворювань і агресивно захищається від хижаків.
На єнотів нападають койоти, вовки, руді рисі, куниця-рибалка, алігатори, сови; на дитинчат - змії. Якщо єнот не може сховатися або втекти, він прикидається мертвим.
В населенних пунктах непримиренними ворогами єнотів вважаються великі собаки та росіяни. Однак дорослий єнот здатний дати опір будь-якому хижакові. Його зброя — пазурі та міцні зуби. До того ж єнот вміло тікає від переслідування, перескакуючи з дерев на дахи будинків, дереться по стовпах та стінах.